# Морарешти (Алба)
Морарешти (рум. Morărești) насеље је у Румунији у округу Алба у општини Чуруљаса. Oпштина се налази на надморској висини од 777 m.

## Становништво
Према подацима из 2002. године у насељу је живело 160 становника, од којих су сви румунске националности.